# Irene Fortuyn
Irene Droogleever Fortuyn (Geldrop, 20 maart 1959) is een Nederlandse ontwerper, beeldhouwer, installatiekunstenaar, onderzoeker en docent. Ze staat bekend om haar installatiekunst en beeldhouwwerken in de stedelijke openbare ruimte. Met haar man Robert O'Brien vormde ze tot zijn overlijden in 1988 het kunstenaarsduo Fortuyn/O'Brien. Fortuyn is sinds 1990 docent op de Koninklijke Academie van Beeldende Kunsten in Den Haag. In 2000 begon ze daarnaast als afdelingshoofd binnen de Design Academy Eindhoven, waar ze sinds 2020 de rol van studioleider binnen het departement Studio Urgencies op zich neemt.

## Opleiding
Fortuyn volgde kunstopleidingen aan de Hogeschool van Arnhem en Nijmegen (1977-1982) en aan de Rijksakademie van Beeldende Kunsten in Amsterdam (1982-1983). Ze zette haar studieloopbaan voort aan de Universiteit van Amsterdam (1983-1986), waar ze filosofie studeerde. Van 2009 tot 2014 werkte Fortuyn aan haar promotieonderzoek bij PhDArts, een samenwerkingsverband tussen de Universiteit Leiden en de Koninklijke Academie van Beeldende Kunsten in Den Haag dat PhD-trajecten aanbiedt voor beeldend kunstenaars en ontwerpers. In haar doctoraalscriptie ‘Portret van het Nederlandse landschap’ analyseert Fortuyn de visuele relatie tussen de concepties die mensen van Nederland hebben en de daadwerkelijke fysieke realiteit van het Nederlandse landschap.  

## Loopbaan

### Fortuyn/O'Brien
Zie ook Fortuyn/O'Brien
Met haar echtgenoot Robert O'Brien (Bromyard, 7 december 1951 – Amsterdam, 16 april 1988), een Britse beeldhouwer en schilder, vormde Fortuyn vanaf 1983 het kunstenaarsduo Fortuyn/O'Brien. In hun gezamenlijke oeuvre staat de relatie tussen kunst en de openbare ruimte centraal, waarbij de spanning tussen natuur en cultuur een rode draad vormt. Waar zij zich met hun vroege werk vooral richtten op de relatie tussen het kunstobject en zijn locatie, beoogden zij met later werk tastbare sociale interventies te plegen in de openbare ruimte. Het duo exposeerde onder andere op Sonsbeek ’86 en de Biënnale van Venetië in 1988. Na het overlijden van O'Brien bleef Fortuyn onder de naam Fortuyn/O'Brien doorwerken. In 1991 hield ze onder deze noemer een overzichtstentoonstelling in het Stedelijk Museum Amsterdam, en nam ze in 1992 deel aan DOCUMENTA IX.

### Solo
In haar werk op eigen naam borduurt Fortuyn naadloos voort op de thema's die in het oeuvre van Fortuyn/O'Brien centraal staan. Kenmerkend is het grondige onderzoek dat aan haar kunstprojecten voorafgaat - zij het naar het (sociaal-maatschappelijke) karakter van de locatie waar het werk geplaatst zal worden, of de benodigde materialen om de juiste spanning tussen object en zijn plek in de ruimte te bewerkstelligen. Veel van Fortuyns werk heeft een sociaal of participatief karakter, en is in de openbare ruimte te vinden. Haar werk is geëxposeerd in verschillende musea en tentoonstellingsruimtes, waaronder het M HKA te Antwerpen, Galerie Diane Stigter in Amsterdam, het Institute of Contemporary Art in Philadelphia en De Paviljoens in Almere.  

### KETTER&Co
In 2006 richtte Fortuyn de in Amsterdam gevestigde stichting KETTER&Co op, een multidisciplinair samenwerkingsverband bestaande uit kunstenaars, ontwerpers en onderzoekers dat zich bezighoudt met vraagstukken in de sociale, stedelijke en maatschappelijke ruimte. De stichting initieert zelfstandig haar projecten, waarbij ze al dan niet landelijke en lokale overheden, onderwijsinstellingen en plaatselijke ondernemers betrekt. Fortuyn is tot op heden creatief directeur van de stichting.
In 2023 won KETTER&Co de New European Bauhaus prijs in Brussel met het project Land&Hand. Het project de New European Bauhaus is een initiatief van de Europese Commissie. 

### Oeuvreprijs
In 2023 werd Fortuyn bekroond met de Arti Oeuvreprijs, die eens in de vier jaar uitgereikt wordt door Arti et Amicitiae aan een beeldend kunstenaar wiens oeuvre algemeen erkend, van uitzonderlijke kwaliteit en nog steeds in ontwikkeling is.

## Projecten (selectie)
| Jaar      | Ontwerp                                                                                      | Locatie                                                                                  |
| --------- | -------------------------------------------------------------------------------------------- | ---------------------------------------------------------------------------------------- |
| 1990      | Project voor de publieke ruimte (tekeningen)                                                 | Tarwewijk, Rotterdam                                                                     |
| 1991      | (model)                                                                                      | Markendael, Breda                                                                        |
| 1992      | Project voor 7 burggen in samenwerking met Peter Struyken (animatie)                         | Molenhof, Leiderdorp                                                                     |
| 1992      | Project voor de entree van het park (model)                                                  | Kasterleepark, Amsterdam                                                                 |
| 1993      | Project voor een park (model)                                                                | Park Oudegein, Nieuwegein                                                                |
| 1993      | Voorstel voor een plein (tekeningen)                                                         | Stadhuisplein, Landsmeer                                                                 |
| 1993      | Project voor de publieke ruimte (model, tentoonstelling en boek)                             | The Slaughterhouse Area, Den Haag                                                        |
| 1994-1998 | Project voor een stadspark (model, onderzoek en planning)                                    | Wilheminapark, Amsterdam                                                                 |
| 1995      | Onderzoek en plan voor de positie van kunst in de ruimtelijke planning (model en publicatie) | Stadshagen, Zwolle (samenwerking met Arno Vriends)                                       |
| 1995      | Ruimtelijke planning voor een woonwijk (model en publicatie)                                 | Dierdonk, Helmond (samenwerking met Claus & Kaan architects en B&B landscape architects) |
| 1996      | Voorstel voor een stadsplein (model)                                                         | Pastorieplein, Hengelo                                                                   |
| 1996      | Project voor de herontwikkeling van de publieke ruimte (publicatie)                          | Cardiff Bay, Cardiff                                                                     |
| 1997      | Ospiti (twee marmeren banken)                                                                | Santuario Della Santissima Annunziata, Ghizzano                                          |
| 1997      | Voorstel voor een monument (model)                                                           | Hoogland, Amersfoort                                                                     |
| 1997      | Voorstel voor de publieke ruimte (publicatie)                                                | Silodam, Amsterdam                                                                       |
| 1997      | Voorstel voor de hoofdstraat en een stadsplein (modellen)                                    | Grotestraat-Goorseweg, Diepenheim                                                        |
| 1998      | Voorstel voor de voortuin (modellen)                                                         | Liemers College, Didam                                                                   |
| 1998      | Voorstel voor het overlappende gebied (modellen)                                             | Snelweg kruising A6 – A27, omgeving Almere                                               |
| 1999      | Voorstel voor een kunstwerk in de openbare ruimte                                            | Van Coothplein, Breda                                                                    |
| 2001      | Ontwerp voor twee binnenplaatsen bij Gate D (model)                                          | Schiphol Airport, Amsterdam                                                              |
| 2001      | Ontwerp voor een park (model en video)                                                       | Piazza Garibaldi, Montaïone                                                              |
| 2002      | Ontwerp voor een park (model en publicatie)                                                  | Tussen Suikerbakker en Oude Telgterweg, Ermelo                                           |
| 2002-2003 | Ontwerp voor Clubhuis 3 (modellen en publicatie)                                             | Interpolis Metropolis                                                                    |
| 2003      | Ontwerp voor een hek rondom een sportcomplex (publicatie en model)                           | Sportcomplex Jan van Galen, Bos en Lommer, Amsterdam                                     |
| 2003      | Ontwerp voor een park                                                                        | Goossenmaatspark, Almelo                                                                 |
| 2004      | Ontwerp voor een kunstwerk in het oude Stadhuis (publicatie)                                 | Stadhuis, Zutphen                                                                        |
| 2005      | Ontwerp voor de ingang naar de nieuwe vleugel                                                | Vredespaleis, Den Haag                                                                   |
| 2007      | Voorstel voor een ontwerp voor een natuurlijk waterfilteringssysteem                         | Helofytensysteem fase 2, RWZI Moerenburg, Waterschap De Dommel                           |
| 2008      | Voorstel voor een monument tegen zinloos geweld                                              | Monument tegen Geweld, Stichting Muur tegen Geweld, CBK Drenthe, Gemeente Wolden         |
| 2009      | Voorstel voor de restauratie van het monument de Wierdijk (herbarium, boek, modellen)        | Wierdijk-Oost (Ketter & Co)                                                              |
| 2009      | Culturele biografie van Alkmaar                                                              | Atlas Overstad Alkmaar (Ketter & Co)                                                     |

## Tentoonstellingen (selectie)
| Jaar | Titel                                                              | Locatie                                                                 |
| ---- | ------------------------------------------------------------------ | ----------------------------------------------------------------------- |
| 1984 | Bon Voyage Voyeur – a view over the ocean part one                 | Galerie van Kranendonk, Den Haag (solo)                                 |
| 1984 | Bon Voyage Voyeur – a view over the ocean part two                 | Artist’s Space, New York (solo)                                         |
| 1985 | Fortuyn/O’Brien                                                    | Galerie The Living Room, Amsterdam (solo) Gemeentemuseum, Arnhem (solo) |
| 1988 | Fortuyn/O’Brien (merry Christmas)                                  | Galerij Joost DeClerq, Gent (solo)                                      |
| 1988 | The Twentyfour Men in White                                        | Maison de la Culture, Saint-Etienne (solo)                              |
| 1989 | Fortuyn/O’Brien                                                    | Galerie Roger Pailhas, Marseille (solo)                                 |
| 1989 | Kapriolen                                                          | Künstlerwerkstatt Lothringerstrasse, München                            |
| 1990 | Art meets Science and Spirituality in a changing Economy           | Museum Fodor, Amsterdam                                                 |
| 1990 | Lily Dujouri – Fortuyn/O’Brien – Shirazeh Houshiary – Anish Kapoor | Rijksmuseum Kröller-Möller, Otterlo                                     |
| 1990 | New Works for New Spaces: Into the Nineties                        | Wexner Center for the Arts, Colombus, Ohio                              |
| 1991 | Galerie                                                            | Galerie Roger Pailhas, Parijs                                           |
| 1991 | Marblepublic                                                       | Stedelijk Museum Amsterdam                                              |
| 1992 | Have a nice day!                                                   | Center for Contemporary Art, Ujazdowski Castle, Warsaw (solo)           |
| 1992 | Moltiplici Culture                                                 | Convento di St. Egidio, Rome                                            |
| 1992 | Documenta IX                                                       | Neue Galerie, Kassel                                                    |
| 1993 | Entreposage                                                        | Galerie Roger Pailhas, Parijs (solo)                                    |
| 1993 | Ladies in a Boat                                                   | Cave Canem, STROOM hcbk, Den Haag (solo)                                |
| 1993 | The Sublime Void                                                   | Koninklijk Museum voor Schone Kunsten, Antwerpen                        |
| 1993 | Reserve                                                            | Koninklijk Museum voor Schone Kunsten, Antwerpen                        |
| 1994 | Casa e Giardino                                                    | Museo d’Arte Contemporanea Luigi Pecci, Prato (solo)                    |
| 1995 | The Apartment                                                      | Galerie Rüdiger Schöttle, München (solo)                                |
| 1995 | The Music Box Project                                              | Equitable Gallery, New York                                             |
| 1995 | Passanten                                                          | Stadhuis Spui, Den Haag                                                 |
| 1996 | The Gardener                                                       | Noord Brabants Museum, ’s-Hertogenbosch (solo)                          |
| 1997 | Collection Spring 1997                                             | Bloom Gallery, Amsterdam (solo)                                         |
| 1997 | Cityscape, Landscape, Peoplescape                                  | Galerie Rüdiger Schöttle, München (solo)                                |
| 1998 | Violettes                                                          | Galerie l’Aquarium, Ecole des Beaux-arts, Valenciennes                  |
| 1998 | Eté                                                                | Galerie du Dourven, Trédrez-Loquémeau (solo)                            |
| 1988 | London Song                                                        | The Showroom, Londen (solo)                                             |
| 1999 | House & Garden                                                     | Witte de With, Rotterdam (solo)                                         |
| 1999 | Hause und Garten                                                   | Kunstverein, Hamburg (solo)                                             |
| 2000 | Floating Time                                                      | Binnendieze, ‘s-Hertogenbosch                                           |
| 2000 | Lust Warande/Pleasure Garden                                       | De Oude Warande, Tilburg                                                |
| 2002 | Fortuyn/O’Brien                                                    | Diana Stigter Galerie, Amsterdam (solo)                                 |
| 2002 | Per Saldo, collectie ABN-AMRO                                      | Noord-Brabants Museum, s’Hertogenbosch                                  |
| 2003 | Armour, the fortification of man                                   | Fort Asperen, Acquoy (curated by Lidewij Edelkoort)                     |
| 2005 | Gebakken Land                                                      | Berkel en Rodenrijs                                                     |
| 2006 | To the Day                                                         | ICA Philadelphia (solo)                                                 |
| 2007 | Mending Days                                                       | Galerie Diana Stigter, Amsterdam (solo)                                 |
| 2007 | Contour                                                            | Museum Nusantara, Delft                                                 |
| 2010 | Wierdijk – hergebruikt landschap                                   | Michaëlskerk, Oosterland (solo)                                         |
| 2011 | Het Onbevattelijke                                                 | De Wolden                                                               |
| 2023 | We Made It                                                         | Arti et Amicitiae, Amsterdam                                            |

## Collecties
- Rijksdienst voor het Cultureel Erfgoed: Much Ado About Nothing (productie: Margiet de Moor), The Reflex
- Stedelijk Museum Amsterdam: 1 en 1 is 1 (Fortuyn/O’Brien), Abject (Fortuyn/O’Brien), Details Unknown (Fortuyn/O’Brien), Dolce far Niente (Fortuyn/O’Brien), Escargots (Fortuyn/O’Brien), The Living Room (Fortuyn/O’Brien)
- Van Abbemuseum: Venetian Blinds (Fortuyn/O’Brien), Melancholia (Fortuyn/O’Brien)
- Macba: Neighbours (Fortuyn/O’Brien), Le Kiosk et le Lac (Fortuyn/O’Brien)
- Museum Boijmans van Beuningen: Set (Fortuyn/O’Brien)